# 梅瑟巴赫河
46°22′04″N 8°13′07″E / 46.36777°N 8.21848°E

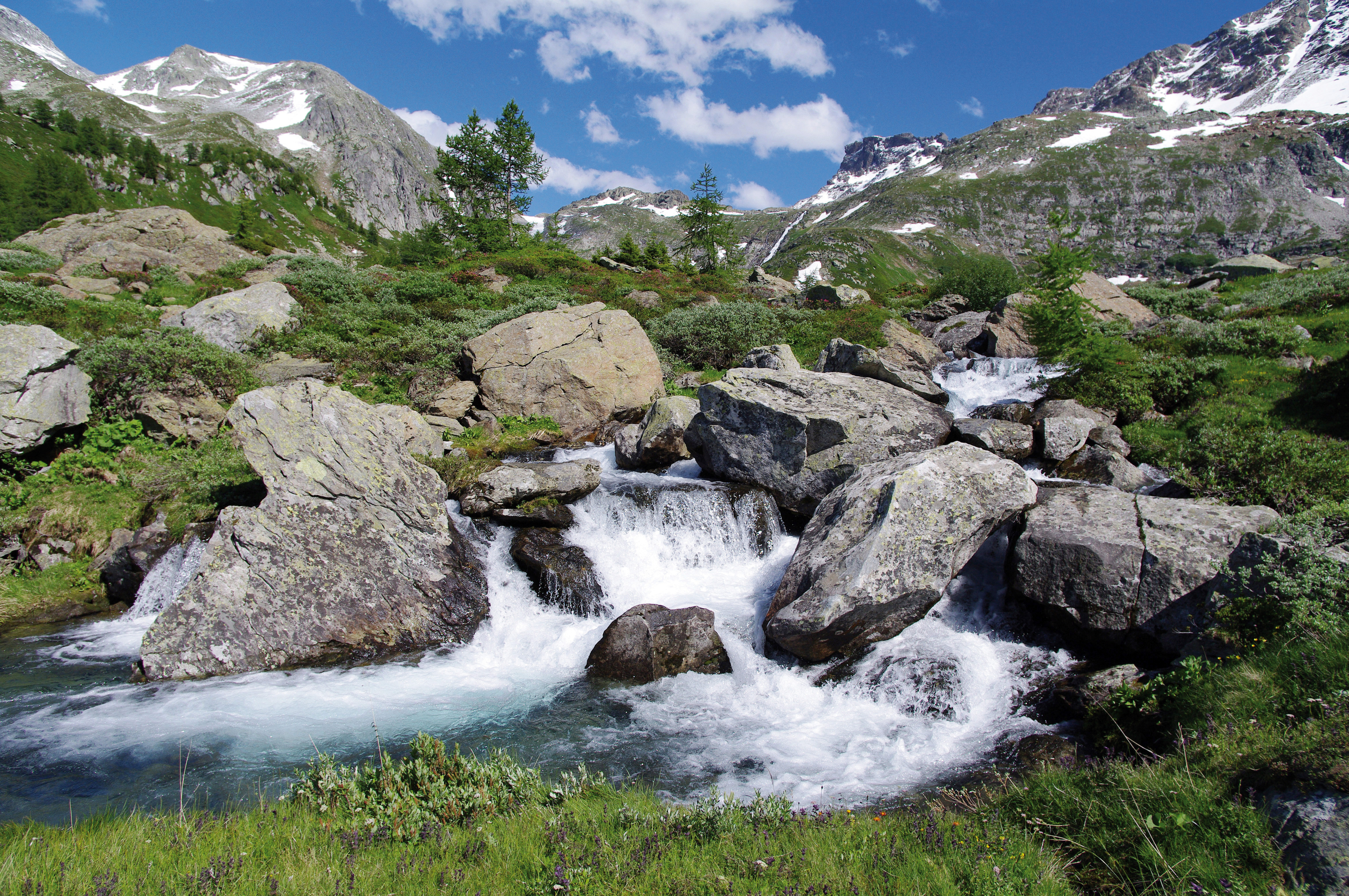

梅瑟巴赫河是瑞士的河流，位於該國西南部，流經瓦萊州，屬於班納河的支流，河道全長5公里，流域面積9平方公里，河畔城鎮有比恩。